# Cholus
Cholus är ett släkte av skalbaggar. Cholus ingår i familjen vivlar.

## Dottertaxa tillCholus, i alfabetisk ordning[1]
- Cholus 23-maculatus
- Cholus adspersus
- Cholus aemulus
- Cholus aequalis
- Cholus albicinctus
- Cholus albiventris
- Cholus albovittatus
- Cholus alutaceus
- Cholus amabilis
- Cholus angustus
- Cholus annulatus
- Cholus argentinicus
- Cholus argentulus
- Cholus atomarius
- Cholus atripes
- Cholus atropunctellus
- Cholus aureus
- Cholus bahiensis
- Cholus basalis
- Cholus besckei
- Cholus bicinctus
- Cholus biinterruptus
- Cholus bipartitus
- Cholus bipertitus
- Cholus boisduvali
- Cholus bonasus
- Cholus brasilianus
- Cholus brominus
- Cholus brunnirostris
- Cholus buckleyi
- Cholus bufonius
- Cholus calamita
- Cholus calcatus
- Cholus calvescens
- Cholus cananchensis
- Cholus canescens
- Cholus carinatus
- Cholus catoleucus
- Cholus cattleyae
- Cholus cattleyarum
- Cholus championi
- Cholus chiriquensis
- Cholus chrysalis
- Cholus cinctus
- Cholus circinctus
- Cholus circumnotatus
- Cholus columbus
- Cholus confluens
- Cholus conicicollis
- Cholus consors
- Cholus conspersus
- Cholus conspicillatus
- Cholus corrugatus
- Cholus costaricensis
- Cholus coxalis
- Cholus cretaceus
- Cholus curialis
- Cholus cvlindrirostris
- Cholus dealbatus
- Cholus delumbis
- Cholus depressiusculus
- Cholus desbrochersi
- Cholus dilatatus
- Cholus discolor
- Cholus dispersus
- Cholus dorsalis
- Cholus ellipsifer
- Cholus estriatus
- Cholus faldermanni
- Cholus farinosus
- Cholus fimbriatus
- Cholus flavescens
- Cholus flavofasciatus
- Cholus flexuosus
- Cholus forbesli
- Cholus foveolatus
- Cholus frater
- Cholus frontalis
- Cholus funebris
- Cholus fusiformis
- Cholus geniculatus
- Cholus geometricus
- Cholus gladiator
- Cholus glandulosus
- Cholus granifer
- Cholus guérini
- Cholus gulo
- Cholus haematostictus
- Cholus hypocrita
- Cholus inaequalis
- Cholus iniquus
- Cholus inornatus
- Cholus insignis
- Cholus interrupte-arcuatus
- Cholus interrupte-fasciatus
- Cholus irroratus
- Cholus jekeli
- Cholus jocosus
- Cholus kirschi
- Cholus kunzei
- Cholus lacordairei
- Cholus laeviceps
- Cholus laevinodis
- Cholus languidus
- Cholus lateralis
- Cholus laticollis
- Cholus lebasi
- Cholus lecideosus
- Cholus lemniscatus
- Cholus lepidotus
- Cholus leucogaster
- Cholus leucostictus
- Cholus leucozona
- Cholus leucozonicus
- Cholus levipes
- Cholus limbatus
- Cholus lituraticollis
- Cholus lituratus
- Cholus longipennis
- Cholus longirostris
- Cholus luctuosus
- Cholus lugubris
- Cholus martiniquensis
- Cholus megaspilus
- Cholus melancholicus
- Cholus merus
- Cholus miliaris
- Cholus mimetes
- Cholus moestus
- Cholus molitor
- Cholus morio
- Cholus multicostatus
- Cholus multiguttatus
- Cholus nevermanni
- Cholus nigrofasciatus
- Cholus nigromaculatus
- Cholus nigronotatus
- Cholus nitidicollis
- Cholus niveicinctus
- Cholus niveodecoratus
- Cholus niveopunctatus
- Cholus niveus
- Cholus nivisparsus
- Cholus nivosus
- Cholus notabilis
- Cholus notativentris
- Cholus nyblaei
- Cholus oberthuri
- Cholus obsoletus
- Cholus olivieri
- Cholus opacirostris
- Cholus ornatus
- Cholus orosiensis
- Cholus oxyrhynchoides
- Cholus pallidiventris
- Cholus pallidus
- Cholus pantherinus
- Cholus parcus
- Cholus patruelis
- Cholus phaleratus
- Cholus philoctetes
- Cholus pictus
- Cholus pilicauda
- Cholus pistor
- Cholus pittieri
- Cholus pleuroleucus
- Cholus praefectus
- Cholus praetorius
- Cholus pulchellus
- Cholus quadrisignatus
- Cholus rana
- Cholus repetitus
- Cholus rhomboidalis
- Cholus roelofsi
- Cholus rubiginosus
- Cholus rugosus
- Cholus sanguinelytris
- Cholus sanguineo-costatus
- Cholus schonherri
- Cholus segregatus
- Cholus silaceoguttatus
- Cholus similans
- Cholus simillimus
- Cholus simoni
- Cholus simulans
- Cholus sparsus
- Cholus spinipes
- Cholus squamosus
- Cholus stellatus
- Cholus sternicornis
- Cholus stupidus
- Cholus subcaudatus
- Cholus subcinctus
- Cholus subclathratus
- Cholus subcostatus
- Cholus subellipticus
- Cholus subscutellaris
- Cholus sulphuratus
- Cholus superciliosus
- Cholus sycophanta
- Cholus tener
- Cholus tenuefasciatus
- Cholus tenuis
- Cholus tessellatus
- Cholus tetricus
- Cholus tigrinellus
- Cholus transversalis
- Cholus triangularis
- Cholus tricinctus
- Cholus trifasciatus
- Cholus trilineatus
- Cholus trilineolatus
- Cholus trizonatus
- Cholus tuberculifer
- Cholus tuiensis
- Cholus tuisensis
- Cholus undulatus
- Cholus unifasciatus
- Cholus uniformis
- Cholus urbanus
- Cholus wattsi
- Cholus viduatus
- Cholus vittatus
- Cholus xanthopleura
- Cholus xanthospilus
- Cholus zebra
- Cholus zonarius
- Cholus zonatus